# راماز شينغيليا
راماز شينغليا (1 يناير 1957 - 21 يونيو 2012)، في كوتايسي في جورجيا، لاعب كرة قدم سوفيتي سابق. لعب مع منتخب الاتحاد السوفيتي لكرة القدم.

## روابط خارجية
- راماز شينغيليا على موقع الاتحاد الدولي (مؤرشف)  (الإنجليزية)
- راماز شينغيليا على موقع الاتحاد الأوربي (الإنجليزية)
- راماز شينغيليا على موقع قاعدة بيانات كرة القدم.إي يو (الإنجليزية)
- راماز شينغيليا على موقع ناشيونال فوتبول تيمز (الإنجليزية)
- راماز شينغيليا على موقع Soccerway.com (الإنجليزية)
- راماز شينغيليا على موقع عالم كرة القدم.نت (الإنجليزية)